# Jaume Pallarolas i Caurel
Jaume Pallarolas i Caurel (Argentona, 27 de juliol de 1944 - Los Angeles, 16 de febrer de 2016) va ser un escolapi que va ocupar diversos càrrecs dins de l'Escola Pia de Catalunya arribant a ser Provincial entre el 2003 i el 2015. Després d'això fou viceprovincial a Califòrnia fins a la seva mort el 2016.
Durant la seva infantesa va ser alumne de l'Escola Pia de Mataró. El 1963 va entrar a formar part de la comunitat escolàpia i es va formar a Moià, Irache, Albelda de Irague i Salamanca fent el seu compromís definitiu el 1969. Dos anys més tard, el 1971, va ser ordenat sacerdot.
Va treballar com a professor i com a director a diversos centres escolapis de Catalunya com Sant Antoni (Barcelona), Balaguer i Olot. Va exercir els càrrecs d'assistent pedagògic i d'ecònom dins el Capítol de l’Escola Pia i el 2003 en va ser nomenat provincial, sent reelegit el 2007 i el 2009. Durant el temps que va ocupar aquest càrrec (el de màxima representació dins de la comunitat) va impulsar el camí que la institució ja havia iniciat apostant per l'adaptació a les necessitats i demandes de la societat impulsant un sistema de govern amb més participació de la comunitat laica (educadors, famílies i alumnes). Durant aquest període també es van obrir dos nous centres: l'Escola Luz Casanova, el 2008 a Nou Barris (Barcelona) i l’Escola Pia de Salt (Girona) inaugurada el 2012. El procés de renovació escolar que va iniciar Pallarolas es va concretar amb el projecte Summem, que promou el treball en equip i per projectes.
També va treballar per a fer front a les noves necessitats d’atenció social consolidant la Fundació Servei Solidari (2003), que desenvolupa projectes d’atenció a nouvinguts i a joves extutelats amb risc d’exclusió social. El 2008 es va crear l'escola d’educadors en el lleure Adhara. En els anys que Pallarolas fou provincial també es van impulsar les activitats de grups d’alumnes de caràcter cristià "Mou-te en xarxa" i els grups post-escolars.
El 2015 Pallarolas va deixar el càrrec de provincial per a traslladar-se a Califòrnia com a viceprovincial. Al poc temps de ser-hi va ser víctima d'un càncer que li va provocar la mort el 16 de febrer de 2016, casualment el mateix dia que l'Escola Pia de Catalunya rebia la Medalla d'Or al Mèrit Cívic de l'Ajuntament de Barcelona.
Pallarolas explicava el 2015 en una entrevista que havia decidit ser escolapi perquè l'atreia la idea d'ajudar a les persones joves en l'etapa formativa de la vida més que no pas per l'interès en el sacerdoci.